# Portugiesische Badmintonmeisterschaft 2015
Die Portugiesische Badmintonmeisterschaft 2015 fand vom 6. bis zum 7. Juni 2015 in Caldas da Rainha statt. Es war die 58. Austragung der nationalen Titelkämpfe in Portugal.

## Sieger und Platzierte
| Disziplin    | Gold                                | Silber                         | Bronze                           |
| ------------ | ----------------------------------- | ------------------------------ | -------------------------------- |
| Herreneinzel | Pedro Martins                       | Bruno Carvalho                 | Hugo Batista                     |
| Herreneinzel | Pedro Martins                       | Bruno Carvalho                 | Bernardo Atilano                 |
| Dameneinzel  | Sónia Gonçalves                     | Helena Pestana                 | Daniela Conceição                |
| Dameneinzel  | Sónia Gonçalves                     | Helena Pestana                 | Catarina Cristina                |
| Herrendoppel | Bruno Carvalho Tomás Nero           | Diogo Silva Nuno Santos        | Duarte Nuno Anjo Hugo Batista    |
| Herrendoppel | Bruno Carvalho Tomás Nero           | Diogo Silva Nuno Santos        | Hugo Rodrigues Fernando Silva    |
| Damendoppel  | Daniela Conceição Catarina Cristina | Dalila Belém Mariana Leite     | Joana Amaral Carolina G. Marques |
| Damendoppel  | Daniela Conceição Catarina Cristina | Dalila Belém Mariana Leite     | Gabriela Pereira Joana Lopes     |
| Mixed        | Fernando Silva Daniela Conceição    | Bruno Carvalho Sónia Gonçalves | Tomás Nero Catarina Cristina     |
| Mixed        | Fernando Silva Daniela Conceição    | Bruno Carvalho Sónia Gonçalves | Miguel Rocha Dalila Belém        |